# 约翰·布兹曼
約翰·尼科爾斯·布兹曼（英語：John Nichols Boozman；1950年12月10日—），是一位美國共和黨政治人物，現任阿肯色州參議院議員及前阿肯色州眾議院議員。
布兹曼出生於什里夫波特，兄長費伊·布兹曼是阿肯色州参议院議員。長大後，布兹曼於阿肯色大学就讀，同時參與阿肯色州野生豬美式足球隊，及後他在南方視光學學院畢業。1977年，他與別人共同創辦了一家私人视光学診所，又曾擔任為志願驗光師為低收入家庭服務。

## 外部連結
- 約翰·布兹曼 （页面存档备份，存于）參議院官方網站
- 約翰·布兹曼在參議院
- 中的“约翰·布兹曼”
- C-SPAN內的頁面（英文）
- Background and collected news at The Washington Post
- 美國國會國家人物傳記大辭典中的傳記
- 由華盛頓郵報維護的投票記錄
- 智慧投票计划中的傳記、投票紀錄及利益集團評級
- Congressional profile at GovTrack
- Congressional profile at OpenCongress
- Issue positions and quotes at On the Issues
- Financial information at OpenSecrets.org
- Staff salaries, trips and personal finance at LegiStorm.com
- 聯邦選舉委員會中的競選財務報告和數據
- Appearances on C-SPAN programs
- Profile at Ballotpedia

| 美国众议院             | 美国众议院                                                        | 美国众议院             |
| ---------------------- | ----------------------------------------------------------------- | ---------------------- |
| 前任者： 阿薩·哈欽森   | 阿肯色州第三國會選區 眾議院議員 2001年－2011年                    | 繼任者： 史蒂夫·沃馬克 |
| 政党职务               |                                                                   |                        |
| 前任者： 吉姆·霍爾特   | 美國參議員阿肯色州共和黨被提名人 （第3類） 2010年、2016年、2022年 | 最新的                 |
| 美国参议院             |                                                                   |                        |
| 前任者： 布蘭琪·林肯   | 阿肯色州第3類參議員 2011年－ 與馬克·普萊爾、湯姆·卡頓同時在任     | 現任                   |
| 前任者： 黛比·史戴比拿 | 参议院农业、营养和林业委员会高阶委员 2021—至今                    | 現任                   |
| 美國排位名單           |                                                                   |                        |
| 前任者： 傑里·莫蘭     | 美國參議員資歷 第36位                                             | 繼任者： 约翰·霍文     |